# Sebastian Chmara
Sebastian Chmara (Polonia, 21 de noviembre de 1971) es un atleta polaco retirado especializado en la prueba de heptatlón, en la que consiguió ser campeón mundial en pista cubierta en 1999.

## Carrera deportiva
En el Campeonato Mundial de Atletismo en Pista Cubierta de 1999 ganó la medalla de oro en la competición de heptatlón, logrando un total de 6386 puntos, por delante del estonio Erki Nool (plata con 6384 puntos que fue récord nacional) y el checo Roman Šebrle.